# Etgersleben
Etgersleben is een plaats en voormalige gemeente in de Duitse deelstaat Saksen-Anhalt, en maakt deel uit van de Landkreis Salzlandkreis.

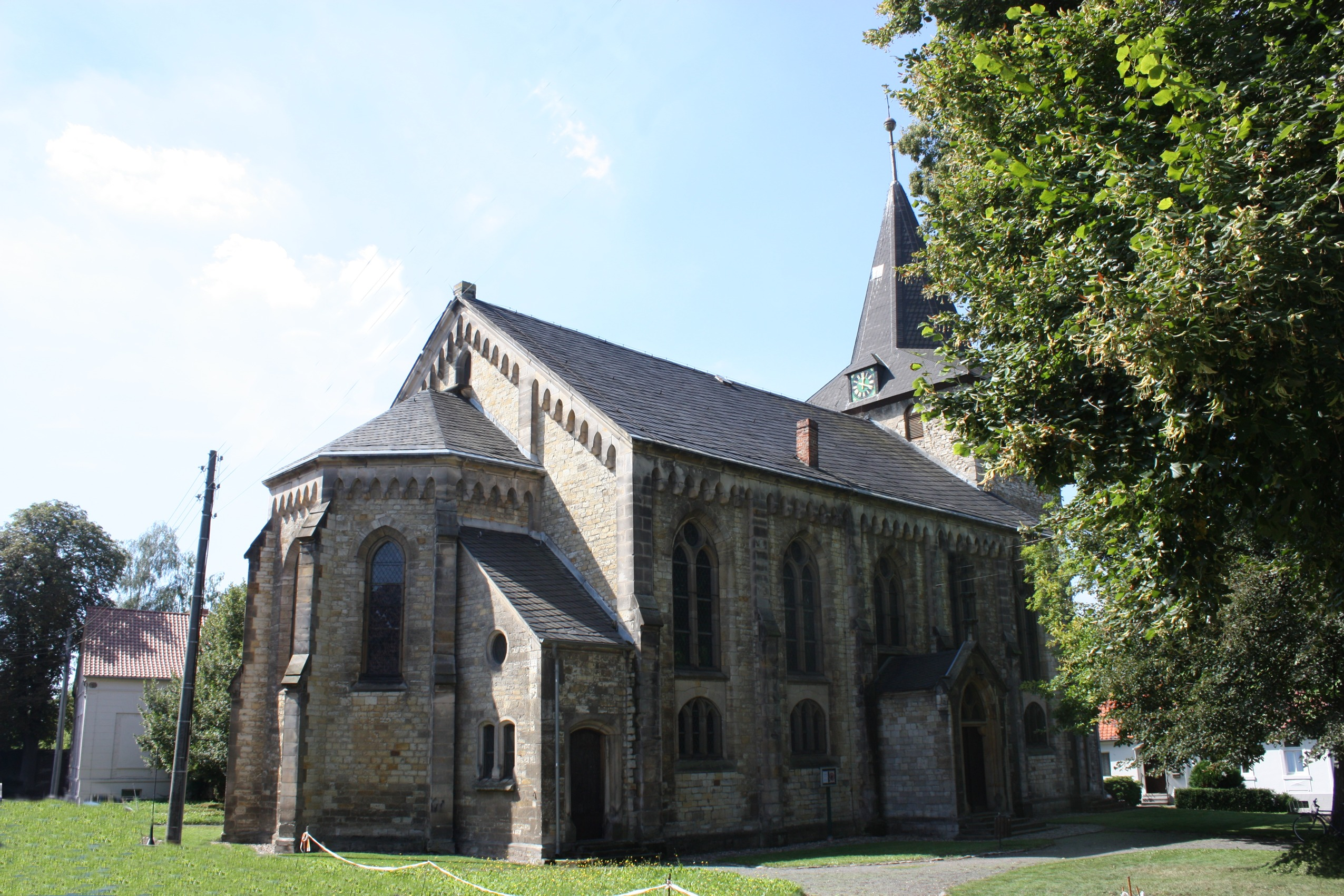
Kerk

Etgersleben telt 798 inwoners.